# 科扎里夫卡 (巴爾區)
49°3′36″N 27°30′4″E / 49.06000°N 27.50111°E
科扎里夫卡（烏克蘭語：Козарівка），是烏克蘭的村落，位於該國西南部文尼察州，由日梅林卡區負責管轄，面積0.74平方公里，海拔高度321米，2001年人口366，人口密度每平方公里494.59人。